# Glædens Dag
Glædens Dag er en dansk stumfilm fra 1918, der er instrueret af Alexander Christian efter manuskript af Carl Th. Dreyer.

## Handling
Johannes Wolfgang og hans hustru Helene lever i stor fattigdom. Han er violinbygger af profession, men skønt han - hjulpet af sin gamle far - slider i det fra morgen til aften, vil forretningen ikke gå for ham, og han kommer i stadig dybere gæld til sine leverandører. Fra en af dem modtager han en dag meddelelse om, at han ikke kan vente at modtage flere materialer, før han har betalt sin gæld til det pågældende firma. I sin fortvivlelse beslutter han at opsøge sin gode ven, impresarioen Kurt Rosegger, der tidligere har hjulpet ham i vanskelige situationer. Kurt Rosegger hat netop modtaget et brev fra sin fætter, violinvirtuosen Kai Rosegger, i anledning af en provinsturné, som impresarioen har påtaget sig at arrangere. Med brevet følger en kontant sum på 300 kroner til udlæg, og dette beløb er alt, hvad Kurt Rosegger har af rede penge, da vennen Wolfgang kommer til ham for at bede om hjælp. Da Wolfgang fortæller, hvor hårdt han sidder i det, og at hans hustru ligger dødssyg hjemme, blødgøres Kurt Roseggers hjerte, og han tilbyder vennen, hvad han behøver. Taknemmelig sværger Johannes Wolfgang, at han rettidig vil betale pengene tilbage. Efter tre måneder er provinsturneen opgivet, og Kai Rosegger sender omsider denne et utålmodigt brev, hvor han truer med politiet, hvis ikke han omgående får pengene. Kurt Rosegger sender brevet videre til Wolfgang, der bliver ganske fortvivlet og vælger at søge døden fremfor at leve videre som æreløs.
Brevet har forstukket sig ind i en violin, der befinder sig under bygning, og man finder det kun undertegnet K. Rosegger, og med hårde ord fordømmer man - uden grund - Kurt Rosegger. Helene tager sig begivenheden så nær, at hun få dage senere bukker under for sin sygdom. På dødslejet pålægger hun sin svigerfar, når sønnen Richard bliver voksen, da at fortælle ham om alt, hvad der i disse dage er hændt. "Lær ham at hade den mand, der dræbte hans forældre". Henved 25 år går. Richard er blevet en berømt musiker, og impresarioen Kurt Rosegger er blevet en velhavende mand, hvis eneste glæde dog er datteren Else, en yndig ung pige på en snes år. Richard er blevet meget indtaget i den unge pige. Han frier og får hendes ja. Få dage efter fylder Richard 25 år, og bedstefaderen besøger ham. Richards sorg kender ingen grænser, da han erfarer, at den mand, med hvis datter han er forlovet, er den samme, som i sin tid dræbte hans forældre. Bedstefaderen afkræver Richard det løfte at sønderbryde den dejlige violin, han har arvet efter sin far, såfremt han en dag bryder sit løfte om hævn. Næste dag har Richard en alvorlig samtale med Else, hvor han beder Else vælge mellem ham og sin far. Hun vælger den mand, hun elsker, og de bliver gift.
Halvandet år er nu gået siden skilsmissen mellem far og datter. Kurt Rosegger er ganske uforstående overfor, hvad det i grunden er, der er sket, men af frygt for at ødelægge datterens lykke, har han holdt sig tilbage fra at søge en forklaring. Et lille lyspunkt har det dog været, at datterens barnepige hver dag har kørt tur med hans lille barnebarn i parken. En formiddag bliver gamle Rosegger angst, da han i flere dage forgæves har søgt at træffe barnepigen og barnet. Han skynder sig af sted til datterens bopæl og træffer barnepigen, der fortæller, at barnet er blevet syg. Da Else erfarer, at faderen har vist omhu for barnet, blødgøres hun, og faderen for lov at se barnet. Da Richard kommer hjem, skjuler hun faderen, der overhører lægens dom, at barnets sygdom er livstruende, og såfremt det ikke opereres, vil det dø. Da træder Rosegger frem fra sit skjul og lægger de 5-600 kroner, der er nødvendige til operationen. Men Richard sønderbryder nu violinen, da han har brudt løftet om hævn, han brækker den over sit knæ, og fra dens indre falder et gulnet stykke papir; brevet fra Kurt Rosegger til Johannes Wolfgang. Al tvivl og misforståelse mellem de tre mennesker er med et ryddet af vejen, og de forenes i glæden over barnet.

## Medvirkende
- Carl Lauritzen - Jonas Wolfgang, violinbygger
- Birger von Cotta-Schønberg - Johannes Wolfgang, Jonas' søn
- Ellen Rassow - Helene, Johannes' hustru
- Anton de Verdier - Richard, Johannes' søn
- Philip Bech - Kurt Rosegger, impresario
- Alma Hinding - Else Rosegger, Kurts datter